# 103 Eskadra IAF

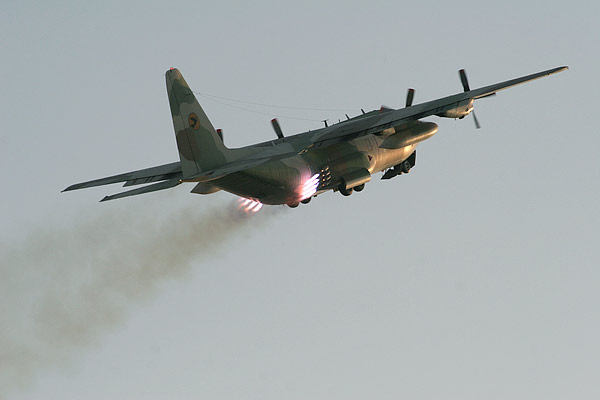
C-130 Hercules.

103 Eskadra (hebr. Ha-Pil Ha-Meofef, Latający Słoń)– ciężka transportowa eskadra Sił Powietrznych Izraela, bazująca w Newatim w Izraelu.

## Historia
Eskadra została sformowana w maju 1948 i składała się początkowo z 22 samolotów transportowych DC-3 i 1 samolotu transportowego DC-5. Podczas wojny o niepodległość w 1948 samoloty eskadry przeprowadziły bombardowania miast w Egipcie, Jordanii i Syrii. Podczas innych operacji samoloty były wykorzystywane do zadań transportowych i bombardowań nocnych. Podczas wojny utracono ogółem trzy maszyny.
W 1951 do eskadry dostarczono 3 łodzie latające Catalina, które przyjęły zadania rozpoznania przybrzeżnego. W 1954 połączono 103 Eskadrę z 69 Eskadrą.
W 1955 eskadra została wzmocniona 3 samolotami transportowymi N-2501IS Noratlas, a w październiku 1956 roku Francja wypożyczyła 20 samolotów transportowych C-47 Dakota. Podczas kryzysu sueskiego samoloty 103 Eskadry przeprowadziły desant powietrzny na Przełęczy Mitla, na Półwyspie Synaj. Następnie zapewniały stałe dostawy zaopatrzenia dla szybko przemieszczających się wojsk lądowych. 2 listopada 1956 przeprowadziły desant wojsk w Szarm el-Szejk.
W 1962 wysłużone samoloty DC-3 i DC-5 zastąpiono 16 samolotami transportowymi N 2501D Noratlas. Podczas wojny sześciodniowej w 1967 samoloty eskadry ponownie zapewniały zaopatrzenie wojsk lądowych, tracąc przy tym 1 maszynę.
W maju 1974 eskadra otrzymała 8 samolotów transportowych C-130H Hercules. Podczas wojny Jom Kipur samoloty eskadry nieustannie pełniły misje dostawcze. Piloci eskadry wykorzystywali do ewakuacji rannych cywilne lekkie samoloty transportowe Arava 101. Po wojnie wysłużone samoloty Noratles sprzedano do Grecji.
W dniach 24-25 maja 1991 samoloty eskadry wzięły udział w operacji Salomon, ewakuując 15 tys. Felaszów z Etiopii do Izraela.

## Wyposażenie
Na wyposażeniu 103 Eskadry znajdują się następujące samoloty:
- samoloty transportowe C-130 Hercules.